# Установка підготовки нафти та газу Сувалі
Установка підготовки нафти та газу Сувалі — інфраструктурний об'єкт нафтогазової промисловості у індійському штаті Гуджарат, споруджений для роботи з продукцією кількох офшорних родовищ.
У 2002 та 2004 роках у Камбейській затоці на ліцензійному блоці CB/OS-2 почалась розробка газових родовищ Лакшмі та Гаурі. Їхню продукцію подали по єдиному трубопроводу на береговий термінал у Сувалі, розрахований на підготовку 4,2 млн м3 газу на добу. Крім того, у 2007-му до Сувалі по перемичці завдовжки 9 км з діаметром 150 мм подали газ родовища CB-X, яке виявили у прибережній частині блоку. Втім, запаси останнього були вкрай незначні й видобуток з CB-X припинився вже у 2009-му.
Первісно установка підготовки була розрахована на роботу з 1500 барелями конденсату на добу. Втім, невдовзі з'ясувалось, що нижні рівні Лакшмі та Гаурі містять істотні обсяги нафти, що спонукало встановлювати нове обладнання для підготовки рідких вуглеводнів. У 2009 році пропускна здатність установки Сувалі зросла до 10 тисяч барелів на добу, а потім була збільшена до 15 тисяч барелів. Зберігання рідких вуглеводнів може відбуватись у трьох резервуарах загальною ємністю 37 тисяч барелів.
Враховуючи швидке вичерпання газових покладів Лакшмі та Гаурі (станом на 2019-й за ними рахувалось лише 0,4 млрд м3 залишкових запасів), потужності блоку підготовки газу швидко виявились недозавантаженими. Як наслідок, у 2012-му по все тому ж офшорному трубопроводу до Сувалі почала надходити продукція газового родовища Північне Тапті.
Установка Сувалі має власну електростанцію потужністю 4,8 МВт.
Для видачі підготованого газу від Сувалі проклали перемичку завдовжки 7 км та діаметром 600 мм до району Мора, де беруть початок газопроводи Мора — Бхедбут та Мора — Вапі. Крім того, станом на 2022 рік велось облаштування перемички для передачі продукції до системи Хазіра — Віджайпур.
Нафта вивозилась з Сувалі автоцистернами. Спершу її транспортували до розташованого за понад пів сотні кілометрів терміналу в Анклешварі для відправки на нафтопереробний завод компанії IOC у Коялі. Згодом перейшли на використання розташованих за 15 км портових потужностей компанії Adani Hazira Port, де нафта перевалюється на танкери та спрямовується до прибережних НПЗ.